# Jillian Rose Reed
Jillian Rose Reed (Hollywood, Broward megye, 1991. december 20. –) amerikai színésznő.
Legismertebb alakítása Tamara Kaplan a 2011 és 2016 között futó Kínos című sorozatban. Az Elena, Avalor hercegnője című sorozatban is szerepelt.

## Fiatalkora
Reed a floridai Hollywoodban született és a floridai Coral Springsben nőt föl. Két testvére van, egy bátyja, Matt és egy öccse Robbie Tucker, aki szintén színész.  4 éves korától versenytáncol, valamint 12 éves korában balettozott.

## Pályafutása
2008 és 2009 között a Nancy ül a fűben című sorozatban Simone szerepében tűnt fel.
2011 és 2016 között az MTV Kínos című sorozatában szerepelt.  2012-ben a My Super Psycho Sweet 16: Part 3 című tévéfilmben játszott, mint Sienna Brooks.
Látható volt a 2014-es Confession of a Womanizer filmben.
2014-ben szerepelt a Jessie egyik epizódjában. Feltűnt Jack Black Ghost Ghirls című Yahoo sorozatának két epizódjában is.

## Magánélete
Részt vesz az American Diabetes Association eseményein, mivel testvére, Matt 1. típusú cukorbetegségben szenved.

## Filmográfia

### Film
| Év   | Magyar cím            | Eredeti cím                                       | Szerep              | Magyar hang                                             |
| ---- | --------------------- | ------------------------------------------------- | ------------------- | ------------------------------------------------------- |
| 2018 |                       | Sharon 1.2.3.                                     | Linda               |                                                         |
| 2016 | Elena és Avalor titka | Elena and the Secret of Avalor                    | Naomi Turner (hang) | Andrádi Zsanett                                         |
| 2016 |                       | Whats So Scary About Common Core                  | Beth                |                                                         |
| 2015 |                       | Jillian Rose Reed Takes the #KylieJennerChallenge | önmaga              |                                                         |
| 2014 |                       | Finding Alice                                     | Alice (hang)        |                                                         |
| 2014 |                       | Confessions of a Womanizer                        | Megan               |                                                         |
| 2013 | Dinoszauruszok kora   | Age of Dinosaurs                                  | Jade Jacobs         | Laudon Andrea (1. szinkron) Huszárik Kata (2. szinkron) |
| 2012 |                       | My Super Psycho Sweet 16: Part 3                  | Sienna Brooks       |                                                         |
| 2010 |                       | L.A. Vampire                                      | Jailbait vámpír     |                                                         |

### Televízió
| Év        | Magyar cím               | Eredeti cím               | Szerep              | Megjegyzések                                                      |
| --------- | ------------------------ | ------------------------- | ------------------- | ----------------------------------------------------------------- |
| 2018      | Lucifer az Újvilágban    | Lucifer                   | CeCe                | 1 epizód: Szóljon hangosan az ének                                |
| 2017      |                          | Mondays                   | Elle                | 2 epizód                                                          |
| 2017      |                          | Daytime Divas             | Kali T              | 1 epizód: And the Loser Is...                                     |
| 2016–2020 | Elena, Avalor hercegnője | Elena of Avalor           | Naomi Turner (hang) | főszereplő magyar hangja Andrádi Zsanett                          |
| 2016–2017 |                          | On Hiatus with Monty Geer | Julie Reed          | 2 epizód                                                          |
| 2015      |                          | Todrick                   | önmaga              | vendég                                                            |
| 2014      | Jessie                   | Jessie                    | Abbey               | 1 epizód: Az újabb meghallgatás                                   |
| 2014      |                          | Del Weston on Film        | önmaga              | 1 epizód: Del Weston's Action on Film Show with Jillian Rose Reed |
| 2013      |                          | Ghost Ghirls              | Lizzie              | 2 epizód                                                          |
| 2013      | Supah Nindzsák           | Supah Ninjas              | Gina / Wallflower   | 1 epizód: Wallflower                                              |
| 2011      | Király páros             | Pair of Kings             | Tessa               | 1 epizód: Barátnő kerestetik                                      |
| 2011–2016 | Kínos                    | Awkward                   | Tamara Kaplan       | főszereplő magyar hangja Kiss Kovács Luca                         |
| 2010      | A semmi közepén          | The Middle                | Shannon             | 1 epizód: A kifutófiú                                             |
| 2010      | Balfékek                 | Community                 | Kelly Cortlandt     | 1 epizód: A társalgás művészete                                   |
| 2009      | Hung – Neki áll a zászló | Hung                      | Tracie              | 1 epizód: The Pickle Jar                                          |
| 2008–2009 | Nancy ül a fűben         | Weeds                     | Simone              | mellékszereplő                                                    |
| 2008      | Zoey 101                 | Zoey 101                  | lány                | 1 epizód: Rumor of Love                                           |